# Bohemund VII av Antiokia
Bohemund VII av Antiokia, död 1287, var en greve av Tripolis och furste över Antiokia. Han var son till Bohemund VI av Antiokia och Sibylla av Armenien.
Bohemund var endast titulärfurste av Antiokia, hans rike bestod av grevskapet Tripolis. Under hans omyndighetstid styrdes riket av modern Sibylla. Bohemund låg i fejd med tempelherrarna.
Han efterlämnade vid sin död inga manliga arvingar utan en dotter, Lucia av Tripoli, och inre oroligheter drabbade Tripolis, som 1289 erövrades av muslimerna.